# Дискография Deftones
Deftones (читается как «Дэфтоунз», МФА: [defˈtoʊnz]) — американская рок-группа из Сакраменто, штат Калифорния. Группа была основана в 1988 году и состоит из музыкантов Чино Морено (вокал, ритм-гитара), Стивена Карпентера (соло-гитара), Фрэнка Делгадо (клавишные, DJ), Эйба Каннингама (ударные и перкуссия) и Сержио Веги (бэк-вокал, бас-гитара).
Deftones с момента создания выпустили восемь студийных альбомов. Их дебютный альбом Adrenaline был выпущен в 1995 году после многочисленных изменений состава. Успех к группе пришёл со вторым и третьим альбомами (Around the Fur и White Pony, соответственно), также группа выиграла премию «Грэмми» в номинации «лучшее метал-исполнение» за песню «Elite». Их основной успех продолжился с выходом одноименного альбома в 2003 году. Следующий альбом, Saturday Night Wrist, был выпущен в 2006 году, несмотря на внутреннюю напряжённость в группе во время записи. Запись альбома проходила с постоянными перерывами, отчасти связанными с наркозависимостью Чино.
В 2008 году, в то время как Deftones работали над альбомом с рабочим названием Eros, басист Чи Ченг попал в автомобильную аварию, в результате чего он впал в кому, а через 5 лет 13 апреля 2013 года, после отчаянных попыток врачей вернуть Чи в сознание, он скончался. С момента аварии группа приостановила выпуск альбома Eros и начала запись нового материала совместно с новым бас-гитаристом Сержио Вега. Вместе Deftones выпустила альбом Diamond Eyes в 2010 году и Koi No Yokan в 2012 году. В 2016 году группа выпустила новый студийный альбом Gore.

## Альбомы

### Студийные альбомы
| Название                                  | Описание | Позиция в чартах | Позиция в чартах | Позиция в чартах | Позиция в чартах | Позиция в чартах | Позиция в чартах | Позиция в чартах | Позиция в чартах | Позиция в чартах | Позиция в чартах | Позиция в чартах | Сертификация                                          |
| Название                                  | Описание | US               | AUS              | AUT              | FIN              | FRA              | GER              | NLD              | NZ               | SWE              | SWI              | UK               | Сертификация                                          |
| ----------------------------------------- | --- | ---------------- | ---------------- | ---------------- | ---------------- | ---------------- | ---------------- | ---------------- | ---------------- | ---------------- | ---------------- | ---------------- | ----------------------------------------------------- |
| Adrenaline                                | - Выпущен: 1 октября 1995 года - Лейбл: Maverick, Warner Bros. - Формат: CD, кассета, LP, цифровая дистрибуция  | —                | —                | —                | —                | —                | —                | —                | —                | —                | —                | —                | - RIAA: Platinum - BPI: Gold                          |
| Around the Fur                            | - Выпущен: 28 октября 1997 года - Лейбл: Maverick, Warner Bros. - Формат: CD, кассета, LP, цифровая дистрибуция | 29               | —                | —                | 32               | 41               | —                | 99               | —                | —                | —                | 56               | - RIAA: Platinum - ARIA: Gold - BPI: Gold             |
| White Pony                                | - Выпущен: 20 июня 2000 года - Лейбл: Maverick - Формат: CD, кассета, LP, цифровая дистрибуция                  | 3                | 2                | 39               | 13               | 6                | 11               | 27               | 14               | 35               | 68               | 13               | - RIAA: Platinum - ARIA: Gold - BPI: Gold - CAN: Gold |
| Deftones                                  | - Выпущен: 20 мая 2003 года - Лейбл: Maverick - Формат: CD, LP, цифровая дистрибуция                            | 2                | 4                | 20               | 9                | 14               | 8                | 22               | 2                | 23               | 19               | 7                | - RIAA: Gold - BPI: Silver - CAN: Gold                |
| Saturday Night Wrist                      | - Выпущен: 31 октября 2006 года - Лейбл: Maverick - Формат: CD, LP, цифровая дистрибуция                        | 10               | 26               | 18               | 33               | 33               | 24               | 63               | 8                | 35               | 31               | 33               |                                                       |
| Diamond Eyes                              | - Выпущен: 4 мая 2010 года - Лейбл: Reprise, Warner Bros. - Формат: CD, LP, цифровая дистрибуция                | 6                | 22               | 13               | 32               | 23               | 8                | 55               | 8                | 25               | 11               | 26               |                                                       |
| Koi No Yokan                              | - Выпущен: 13 ноября 2012 года - Лейбл: Reprise, Warner Bros. - Формат: CD, LP, цифровая дистрибуция            | 11               | 16               | 25               | 35               | 30               | 17               | 28               | 8                | —                | 22               | 30               |                                                       |
| Gore                                      | - Выпущен: 8 апреля 2016 года - Лейбл: Reprise, Warner Bros. - Формат: CD, LP, цифровая дистрибуция             | 2                | 1                | 7                | 12               | 19               | 7                | 15               | 1                | 39               | 10               | 5                |                                                       |
| Ohms                                      | - Выпущен: 25 сентября 2020 - Лейбл: Reprise, Warner Bros. - Формат: CD, LP, цифровая дистрибуция               | 5                | 3                | 11               | 13               | 23               | 8                | 20               | —                | 5                | 5                |                  |                                                       |
| «—» означает, что альбом не попал в чарт. | |                  |                  |                  |                  |                  |                  |                  |                  |                  |                  |                  |                                                       |

### Сборники
| B-Sides & Rarities                                                       | - Выпущен: 4 октября 2005 года - Лейбл: Rhino, Maverick - Формат: CD, цифровая дистрибуция | 43 | 30 | 54 | 84 | 59 | 85 | 93 | 100 |
| Covers                                                                   | - Выпущен: 16 апреля 2011 года - Лейбл: Reprise, Warner Bros. - Формат: LP                 | —  | —  | —  | —  | —  | —  | —  | —   |
| The Vinyl Collection 1995—2011                                           | - Выпущен: 25 октября 2011 года - Лейбл: Reprise, Warner Bros. - Формат: LP-бокс-сет       | —  | —  | —  | —  | —  | —  | —  | —   |
| «—» означает что релиз не попал в чарт или не издавался в данной стране. |                                                                                            |    |    |    |    |    |    |    |     |

## EP
| Название                                                                 | Описание                                                                    | Позиция в чарте | Позиция в чарте | Позиция в чарте |
| Название                                                                 | Описание                                                                    | AUT             | FRA             | UK              |
| ------------------------------------------------------------------------ | --------------------------------------------------------------------------- | --------------- | --------------- | --------------- |
| Live                                                                     | - Выпущен: 10 апреля 1998 года - Лейбл: Maverick, Warner Bros. - Формат: CD | —               | 49              | —               |
| Back to School (Mini Maggit)                                             | - Выпущен: 12 марта 2001 года - Лейбл: Maverick, Warner Bros. - Формат: CD  | 64              | 64              | 35              |
| Live: Volume 1 — Selections from Adrenaline                              | - Выпущен: 20 апреля 2013 года - Лейбл: Reprise, Warner Bros. - Формат: LP  | —               | —               | —               |
| «—» означает что релиз не попал в чарт или не издавался в данной стране. |                                                                             |                 |                 |                 |

## Синглы
| «My Own Summer (Shove It)»                                              | 1998 | — | —  | —  | —  | —  | —  | 29 | —  | Around the Fur       |
| «Be Quiet and Drive (Far Away)»                                         | 1998 | — | —  | 29 | —  | —  | —  | 50 | —  | Around the Fur       |
| «Change (In the House of Flies)»                                        | 2000 | — | 3  | 9  | —  | —  | —  | 53 | 3  | White Pony           |
| «Back to School (Mini Maggit)»                                          | 2000 | — | 27 | 35 | —  | —  | —  | —  | —  | White Pony           |
| «Minerva»                                                               | 2003 | — | 9  | 16 | —  | —  | 50 | 15 | —  | Deftones             |
| «Hexagram»                                                              | 2003 | — | —  | —  | —  | —  | —  | 68 | 11 | Deftones             |
| «Hole in the Earth»                                                     | 2006 | — | 18 | 19 | —  | —  | —  | 69 | —  | Saturday Night Wrist |
| «Mein»                                                                  | 2007 | — | —  | 40 | —  | —  | —  | —  | —  | Saturday Night Wrist |
| «Rocket Skates»                                                         | 2010 | — | —  | —  | —  | —  | —  | —  | —  | Diamond Eyes         |
| «Diamond Eyes»                                                          | 2010 | — | 16 | 10 | 14 | —  | —  | —  | 19 | Diamond Eyes         |
| «Sextape»                                                               | 2010 | — | —  | —  | —  | —  | —  | —  | —  | Diamond Eyes         |
| «You've Seen the Butcher»                                               | 2010 | — | —  | 17 | 34 | —  | —  | —  | —  | Diamond Eyes         |
| «Leathers»                                                              | 2012 | — | —  | —  | —  | —  | —  | —  | —  | Koi No Yokan         |
| «Tempest»                                                               | 2012 | — | 20 | 3  | 44 | 13 | —  | —  | —  | Koi No Yokan         |
| «Swerve City»                                                           | 2013 | — | —  | 6  | —  | 25 | —  | —  | —  | Koi No Yokan         |
| «Romantic Dreams»                                                       | 2013 | — | —  | 11 | —  | 46 | —  | —  | —  | Koi No Yokan         |
| «Prayers/Triangles»                                                     | 2016 | — | 36 | 8  | 39 | 31 | —  | —  | 37 | Gore                 |
| «Doomed User»                                                           | 2016 | — | —  | —  | —  | —  | —  | —  | —  | Gore                 |
| «Phantom Bride»                                                         | 2016 | — | —  | 8  | —  | 24 | —  | —  | —  | Gore                 |
| "—"означает что релиз не попал в чарт или не издавался в данной стране. |      |   |    |    |    |    |    |    |    |                      |

## Промосинглы
| «7 Words»                                                                | 1995 | —  | —  | Adrenaline           |
| «Bored»                                                                  | 1995 | —  | —  | Adrenaline           |
| «Around the Fur»                                                         | 1997 | —  | —  | Around the Fur       |
| «Crenshaw»                                                               | 2000 | —  | —  | non-album single     |
| «Digital Bath»                                                           | 2000 | 16 | 38 | White Pony           |
| «Bloody Cape»                                                            | 2003 | —  | —  | Deftones             |
| «Cherry Waves»                                                           | 2007 | —  | —  | Saturday Night Wrist |
| «—» означает что релиз не попал в чарт или не издавался в данной стране. |      |    |    |                      |

## Музыкальные видео
| Название                              | Год  | Режиссер                      |
| ------------------------------------- | ---- | ----------------------------- |
| «7 Words»                             | 1995 | Chris Burns                   |
| «Bored»                               | 1996 | Nick Egan                     |
| «My Own Summer (Shove It)»            | 1997 | Dean Karr                     |
| «Be Quiet and Drive (Far Away)»       | 1998 | Purge                         |
| «Be Quiet and Drive (Acoustic Remix)» | 1998 | Frank Ockenfels               |
| «Street Carp»                         | 2000 | James Sutton                  |
| «Change (In the House of Flies)»      | 2000 | Liz Friedlander               |
| «Back to School (Mini Maggit)»        | 2000 | Paul Hunter                   |
| «Digital Bath»                        | 2001 | Andrew Bennet                 |
| «Minerva»                             | 2003 | Paul Fedor                    |
| «Hexagram»                            | 2003 | Darren Doane                  |
| «Bloody Cape»                         | 2003 | James Minchin III             |
| «Root»                                | 2005 | Nick Lambrou                  |
| «Engine No. 9»                        | 2005 | Nick Lambrou                  |
| «Hole in the Earth»                   | 2006 | Brian Lazzaro                 |
| «Mein»                                | 2007 | Bernard Gourley               |
| «Rocket Skates»                       | 2010 | Timothy McGurr, Kenzo Digital |
| «Diamond Eyes»                        | 2010 | Roboshobo                     |
| «Sextape»                             | 2010 | ZFCL                          |
| «You’ve Seen the Butcher»             | 2010 | Zodeb                         |
| «Beauty School»                       | 2011 | Timothy McGurr                |
| «Swerve City»                         | 2013 | Gus Black                     |
| «Swerve City (Tour Version)»          | 2013 | Ryan Mackfall                 |
| «Romantic Dreams»                     | 2013 | Brett Novak                   |
| «Prayers/Triangles»                   | 2016 | Charles Bergquist             |